# Thiago Freixo Moreira
Thiago Freixo Moreira, meglio noto come Thiaguinho (São Gonçalo, 13 febbraio 1988), è un giocatore di calcio a 5 brasiliano.

## Carriera
All'inizio della carriera Thiaguinho era considerato uno dei calcettisti più promettenti della sua generazione, tanto da venir nominato miglior giovane assoluto ai Futsal Awards del 2009. Con la nazionale maschile under 20 di calcio a 5 del Brasile ha vinto il campionato sudamericano 2008. Con la nazionale maggiore ha disputato la deludente Copa América 2015, venendo convocato in extremis per sostituire l'infortunato Falcão.

## Palmarès

### Club

#### Competizioni nazionali
- Campionato brasiliano: 1
Carlos Barbosa: 2009
- Taça Brasil: 1
Carlos Barbosa: 2009

#### Competizioni internazionali
- Torneo sudamericano: 1
Carlos Barbosa: 2010-11
- Coppa Intercontinentale: 1
Carlos Barbosa: 2012

### Individuale
- Futsal Awards: 1
Miglior giovane: 2009